# Allen M. Fletcher

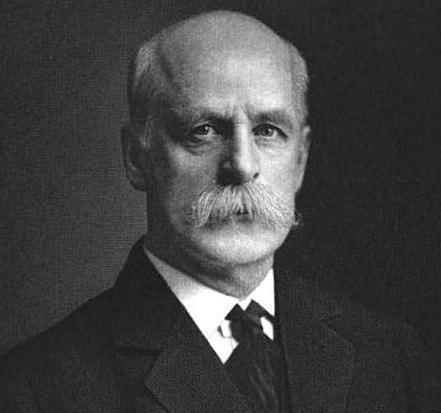
Allen Miller Fletcher

Allen Miller Fletcher (* 25. September 1853 in Indianapolis, Indiana; † 11. Mai 1922 in Rutland, Vermont) war ein US-amerikanischer Politiker und von 1912 bis 1915 Gouverneur des Bundesstaates Vermont.

## Frühe Jahre und gesellschaftlicher Aufstieg
Allen Fletcher besuchte die Swedenborgian School in Waltham in Massachusetts und das Willston Seminary, ebenfalls in Massachusetts. Nach seiner Schulzeit stieg Fletcher in der Geschäftswelt sehr schnell auf. Er war unter anderem im Bankwesen tätig und hatte Wohnungen in Indianapolis, New York und Vermont. Ab 1899 arbeitete er für sechs Jahre an der New Yorker Börse.

## Politische Laufbahn
Zwischen 1902 und 1903 und nochmals von 1906 bis 1911 war er Abgeordneter im Repräsentantenhaus von Vermont. Zwischen 1904 und 1905 gehörte er dem Staatssenat an. Im Jahr 1908 war er Mitglied einer Kommission zur Überarbeitung der Staatsverfassung. Im Jahr 1912 wurde er als Kandidat der Republikanischen Partei von der Legislative zum neuen Gouverneur seines Staates gewählt. Die direkte Wahl hatte keine eindeutigen Mehrheitsverhältnisse ergeben, sodass die Entscheidung über den Wahlausgang vom Parlament getroffen werden musste. Fletcher trat sein neues Amt am 3. Oktober 1912 an. Aufgrund einer Verfassungsänderung konnte er bis zum 7. Januar 1915 im Amt bleiben. Seither beginnen die Amtszeiten der Gouverneure von Vermont im Januar und nicht mehr wie bisher im Oktober. Fletcher berief erstmals eine Frau in den Bildungsausschuss des Staates. Er setzte sich, allerdings erfolglos, für die Abschaffung der Todesstrafe ein.

## Weiterer Lebenslauf
Nach dem Ende seiner Amtszeit widmete sich Fletcher wieder seinen zahlreichen geschäftlichen Interessen. Im Jahr 1916 bewarb er sich erfolglos um einen Sitz im US-Senat. Er starb im Mai 1922. Mit seiner Frau Mary E. Bence hatte er drei Kinder.